# CA4
CA4 (англ. Carbonic anhydrase 4) – білок, який кодується однойменним геном, розташованим у людей на короткому плечі 17-ї хромосоми. Довжина поліпептидного ланцюга білка становить 312 амінокислот, а молекулярна маса — 35 032.
| 10         |  | 20         |  | 30         |  | 40         |  | 50         |
| ---------- |  | ---------- |  | ---------- |  | ---------- |  | ---------- |
| MRMLLALLAL |  | SAARPSASAE |  | SHWCYEVQAE |  | SSNYPCLVPV |  | KWGGNCQKDR |
| QSPINIVTTK |  | AKVDKKLGRF |  | FFSGYDKKQT |  | WTVQNNGHSV |  | MMLLENKASI |
| SGGGLPAPYQ |  | AKQLHLHWSD |  | LPYKGSEHSL |  | DGEHFAMEMH |  | IVHEKEKGTS |
| RNVKEAQDPE |  | DEIAVLAFLV |  | EAGTQVNEGF |  | QPLVEALSNI |  | PKPEMSTTMA |
| ESSLLDLLPK |  | EEKLRHYFRY |  | LGSLTTPTCD |  | EKVVWTVFRE |  | PIQLHREQIL |
| AFSQKLYYDK |  | EQTVSMKDNV |  | RPLQQLGQRT |  | VIKSGAPGRP |  | LPWALPALLG |
| PMLACLLAGF |  | LR         |  |            |  |            |  |            |

A: Аланін

C: Цистеїн

D: Аспарагінова кислота

E: Глутамінова кислота

F: Фенілаланін

G: Гліцин

H: Гістидин

I: Ізолейцин

K: Лізин

L: Лейцин

M: Метіонін

N: Аспарагін

P: Пролін

Q: Глутамін

R: Аргінін

S: Серин

T: Треонін

V: Валін

W: Триптофан

Кодований геном білок за функцією належить до ліаз. 
Задіяний у такому біологічному процесі, як альтернативний сплайсинг. 
Білок має сайт для зв'язування з іонами металів, іоном цинку. 
Локалізований у клітинній мембрані, мембрані.